# Amerosporiopsis gaubae
Amerosporiopsis gaubae är en svampart som beskrevs av Petr. 1941. Amerosporiopsis gaubae ingår i släktet Amerosporiopsis, divisionen sporsäcksvampar och riket svampar.   Inga underarter finns listade i Catalogue of Life.